# Truman Handy Newberry
Truman Handy Newberry (Detroit, 5 novembre 1864 – Grosse Pointe, 3 ottobre 1945) è stato un politico statunitense.

## Biografia
Fu il trentanovesimo segretario della marina statunitense sotto il presidente degli Stati Uniti d'America Theodore Roosevelt.
I suoi genitori erano John Stoughton Newberry e Elena P. Handy, figlia di Truman P. Handy noto banchiere dell'epoca. Studiò al Michigan Military Academy e all'università Yale. Ha contribuito alla creazione della Packard Motor Car Company mentre nel 1893 ha organizzato il Michigan State Naval Brigade. Fu anche senatore dello stato del Michigan.